# همسران محمد
محمّد بنیان‌گذار و پیامبر اسلام بود که با تعداد زیادی زن ازدواج کرد. او در ۲۵ سالگی با نخستین همسرش خدیجه که ۲۸ تا ۴۵ سال داشت، ازدواج کرد. پس از مرگ او، محمد با ۱۲ زن دیگر ازدواج کرد. مسلمانان بنابر آیهٔ ۶ سورهٔ احزاب، همسران محمد را اُمَّهاتُ الْمُؤمِنین (جمع اُمُّ الْمؤمنین و به‌فارسی: مادرانِ مؤمنان) خطاب می‌کنند و بر این اساس ازدواج با آنان را حرام می‌دانند. در مجموع برای محمد از مجموع همسرانش، هفت فرزند گزارش شده‌است که برخی منابع تنها ابراهیم، قاسم و فاطمه را فرزندان محمد دانسته‌اند.
به‌گزارش ایوب در زَوْجاتُ النَّبیّ، منابع تاریخ‌نگاری و سیره‌نویسی در خصوص تعداد همسران پیامبر اسلام دچار اختلافند. اکثر منابع تعداد همسران محمد را ۱۱ تن گزارش کرده‌اند که از میان آنان، ۶ نفر از قبیلهٔ قریش، یک نفر از بنی‌اسرائیل و دیگران از قبایل مختلف اعراب بوده‌اند. منابع در اینکه ماریهٔ قِبطیّه و ریحانه بنت زید از همسران محمد بوده‌اند یا از کنیزان محمد، دچار اختلافند. به‌باور سعید ایوب در زوجات النّبی، تعداد قطعی همسران محمد بیش از ۱۳ مورد نخواهد بود و باقیِ گزارش‌ها در این خصوص، یا اساس معتبری ندارند یا آنکه مورد اختلاف شدید قرار گرفته‌اند.

## تعداد همسران محمد
چندزنی یکی از رسوم جاری در عصر پیش از اسلام در منطقهٔ عربستان بود. قرآن نیز برای مردانی که قادر به رعایت عدالت بین همسران‌شان هستند، داشتن ۴ زن (به‌صورت هم‌زمان) را جایز می‌شمرد. در سورهٔ نِساء تأکید شده‌است که مردان مسلمان درصورت ترس از عدم رعایت عدالت از جنبهٔ حقوقی در میان همسران، ملزم به اکتفا به یک همسرند. با این وجود تاریخ مللِ مختلف مسلمان، شاهد شیوع تک‌همسری در خانواده‌های مسلمان بوده‌است. از جمله احکام فقهیِ اختصاصیِ محمد در دین اسلام، مسائل مربوط به ازدواج است. محمد از حکم حداکثر چهار همسر دائم برای هر مرد مسلمان، استثناء شده و با ۱۳ زن ازدواج کرده‌است. منابع اسلامی در علت این استثناء، دلایل مختلفی را اعم از مصالح سیاسی و دینی، اطمینان به رعایت عدالت از جانب محمد در بیش از ۴ همسر، فراهم شدن زمینهٔ شناخت اخلاقی محمد گزارش کرده‌اند.
به‌گزارش ایوب در زَوْجاتُ النَّبیّ، منابع تاریخ‌نگاری و سیره‌نویسی در خصوص تعداد همسران پیامبر اسلام دچار اختلافند. اکثر منابع تعداد همسران محمد را ۱۱ تن گزارش کرده‌اند که از میان آنان، ۶ نفر از قبیلهٔ قریش، یک نفر از بنی‌اسرائیل و دیگران از قبایل مختلف اعراب بوده‌اند. منابع در اینکه ماریهٔ قِبطیّه و ریحانه بنت زید از همسران محمد بوده‌اند یا از کنیزان محمد، دچار اختلافند. به‌باور سعید ایوب در زوجات النّبی، تعداد قطعی همسران محمد بیش از ۱۳ مورد نخواهد بود و باقیِ گزارش‌ها در این خصوص، یا اساس معتبری ندارند یا آنکه مورد اختلاف شدید قرار گرفته‌اند. در همین راستا بهرامی گزارش می‌کند، پس از فتح خیبر توسط پیامبر اسلام، مسلمانان بری تشخیص آنکه صَفیّه بنت حُیَیّ، همسر محمد است یا کنیز او، به رعایت حجاب یا عدم رعایت حجاب او استناد کردند. بر این اساس، وقتی محمد، صفیه را با حجاب به مدینه فرستاد، مسلمانان چنین برداشت کردند که صفیه، به همسری محمد درآمده‌است و از امهات مؤمنین محسوب می‌شود. غیر از ۱۱ همسر قطعی محمد، مورخینی چون حاکم نیشابوری و ابن سعد تا ۹ همسر دیگر را به محمد نسبت می‌دهند. که عبارتند از: «عالیه بنت ظَبیان، قَتیله بنت قَیس، خَولَه بنت هُذَیل، لَیلیٰ بنت خُطَیْم، فاطمه بنت شُرَیْح، هِند بنت یزید، اَسماء بنت نُعمان، سَنا بنت صَلت و زنی از بنی‌غِفار». سبب این اختلاف، احتساب همسران جداشده از محمد و کنیزان بدون فرزند از محمد عنوان شده‌است.
انتقادهایی به تعداد زیاد همسران محمد از جانب شرق‌شناسان صورت گرفته‌است که آن را ناشی از «شهوت‌پرستی» دانسته‌اند. از این میان گوستاو لوبون جامعه‌شناس فرانسوی، در کتاب تمدن اسلام و عرب پس از تمجیدهایی از شیوهٔ زندگانی محمد می‌نویسد: «اگر بتوان از محمد انتقادی کرد، فقط همان محبت افراطی اوست که به زن داشته‌است…» او در ادامه گوشزد می‌کند که این محبت افراطی مربوط به قسمت اخیر زندگانی اوست و در طی ۵۰ سال ابتدایی زندگی‌اش، تنها به یک همسر اکتفا کرده‌است. او در این خصوص، به روایتی از محمد اشاره می‌کند که بر اساس آن، عطر، زن و نماز سه چیز مورد علاقه پیامبر اسلام بوده‌است. با این وجود، ویل دورانْت، نویسندهٔ آمریکایی، با اشاره به این انتقادها، گزارش ده زن و دو کنیز را امری عادی در عصر محمد دانسته و معتقد است که روایت منقول از عایشه در خصوص علاقهٔ محمد به سه چیز (عطر، زن و نماز) در اعتبار مشکوک است. ویل دورانت، ترحم به زنان بیوه و فقیر، ایجاد مناسبات سیاسی و داشتن فرزندان بیشتر را از جمله دلایل محمد برای ازدواج‌هایش دانسته‌است. طباطبایی نیز در تفسیر المیزان، پس از اشاره به انتقادهای جامعهٔ کلیسا به تعدد ازدواج‌های محمد، برای هر ازدواج محمد، دلیل خاصی را گزارش کرده‌است.

## در متون دینی
در قرآن از زنان محمد در موضوعات مختلفی یاد شده‌است. آیهٔ ۵۱ سورهٔ احزاب در خصوص عدالت میان همسران محمد نازل شده، و محمد را در انتخاب حق اولویت برای همسرانش، آزادی داده‌است. پس از نزول آیهٔ ۵۲ سورهٔ احزاب، همسران محمد در انتخاب ادامهٔ زندگی با محمد یا ترک او مُخَیَّر شدند. پس از آن تمام همسران محمد به ادامهٔ زندگی با محمد رضایت دادند. پس از آن حکم جدید در اسلام برای محمد در خصوص همسرانش وضع شد که بر اساس آن، حق طلاقِ یکی از همسران یا ازدواج با همسری جدید از محمد سلب شد. با این وجود در معنا، تفسیر و نسخ آیهٔ ۵۲ احزاب، در میان منابع اسلامی اختلافاتی وجود دارد.
همسران پیامبر اسلام، دارای احکام خاصی در شرع اسلام هستند که آنان را از دیگر زنان متمایز می‌کند. برخی از این احکام که در قرآن مورد اشاره قرار گرفته‌است، حرمت ازدواج با آنان پس از درگذشت محمد و ممنوعیت پرسش مردان نامحرم از آنان مگر از پس پردهٔ حجاب است. در قرآن همچنین از حجاب زنان محمد یاد شده‌است و آنان به رعایت این حکم شرعی توصیه می‌شوند. همچنین در متون دینی، از زنان محمد به‌عنوان الگو برای سایر زنان مسلمان یاد شده‌است و به همین خاطر، ثواب و عذاب آنان دو برابر از زنان معمولی گزارش شده‌است. در آیات اول تا پنجم سورهٔ تحریم نیز به گلایه از دو همسر از همسران محمد یاد شده‌است. روایاتی در منابع شیعه و سنی، منظور از این دو همسر را عایشه و حَفصه دانسته‌اند که نسبت به محمد اعتراضاتی داشته‌اند.

#### اختلافات
اگرچه که «تمامی اهل سنت» و نیز «بسیاری از شیعیان»، عایشه (همانند دیگر همسران پیامبر) را حتی پس از مرگ پیامبر از امهات المؤمنین می‌دانند و آنان را ستایش می‌کنند؛ اما عده‌ای از شیعیان نیز معتقد اند که محمد اختیار طلاق همسران خودش را به علی داده بوده؛ و در حدیثی منسوب به محمد خطاباً به علی (احتمالاً در رابطه با جنگ جمل) اینچنین آورده‌اند که:
ای ابا الحسن همانا شرف "ام المؤمنین" برای زنان من باقی است تا زمانی که اطاعت خدا را کنند. پس هرکدام از آنها که خدا را به واسطه خروج بر تو عصیان کرد، او را طلاق بده و از شرافت "ام المؤمنین" بودن ساقط کن.

## فرزندان
بنابر روایتی که ابن کثیر در اَلْبِدایَة و النَّهایَة گزارش می‌کند، محمد پس از آنکه عایشه نسبت به خدیجه بدگویی کرد، چند خصلت از خدیجه را بازگو کرد. در یکی از این خصلت‌ها، محمد می‌گوید: «خدا از خدیجه به من فرزند عطا کرد، درحالی‌که زنانم برایم اولادی نیاوردند…» به‌گزارش تقی‌زاده داوری، ماریهٔ قبطیه، برای محمد فرزند پسری به نام ابراهیم آورد. در خصوص تعداد دختران محمد، منابع به‌اتفاق، چهار دختر به نام‌های فاطمه، زینب، رقیه و اُم‌ِّکلثوم را یاد کرده‌اند. در بین منابع سیره‌نویسی، اختلافی در خصوص اینکه سه دختر رقیه، ام‌کثوم و زینب، دخترانِ حقیقیِ محمدند یا آنکه محمد پدرخواندهٔ آنان محسوب می‌شود، گزارش شده‌است. در خصوص فرزندان پسر نیز منابع اتفاق نظر دارند که ابراهیم و قاسم دو فرزند محمد هستند. ابن اسحاق علاوه بر این دو فرزند، طاهر را نیز دیگر فرزند محمد و خدیجه گزارش کرده‌است. اما زُبَیر بن بَکّار، فرزند دیگری را به‌نام عبدالله به فرزندان محمد و خدیجه می‌افزاید و معتقد است چون پس از اسلام به‌دنیا آمده‌است، به او لقب طاهر و طیب را داده‌اند. با این وجود در حدیث از جعفر صادق، امام ششم شیعیان امامیه، فرزندان پسر محمد از خدیجه، سه تن با نام‌های عبدالله، قاسم و طاهر گزارش شده‌اند. به‌گزارش ابن اسحاق، تمام فرزندان محمد غیر از ابراهیم در عصر جاهلیت و پیش از اسلام به‌دنیا آمده و در همان عصر از دنیا رفتند.

## فهرست زنان محمد
راهنمای فهرست: (      ق. ه = قبل از هجرت       ق. ب = قبل از بعثت       ه‍.ق = هجری قمری       تب = توضیحات بیشتر       نام = نامشخص       ن/م = نداشتن مورد       = کنیز       = همسر رسمی)
| ردیف | نام | تاریخ ازدواج | سن در هنگام ازدواج | درگذشت   | فرزندان                                        | دلیل ازدواج                                                                         |
| ---- | --- | ------------ | ------------------ | -------- | ---------------------------------------------- | ----------------------------------------------------------------------------------- |
| ۱    | خدیجه بنت خُوَیلَد | ۱۵ ق‍.ب        | ۴۰                 | ۳ ق‍.ه     | - فاطمه - زینب - رقیه - ام کلثوم - قاسم - طاهر |                                                                                     |
| ۱    | توضیحات: بنابر گزارش برخی منابع چون تاریخ طبری، خدیجه پیش از محمد ازدواج کرده و صاحب فرزند بوده‌است. با این وجود برخی از مورخان مسلمان چون ابن‌شهرآشوب و مرتضی عاملی، او را باکره می‌دانند. محمد نیز پیش از بعثت با او ازدواج نمود و پس از ازدواج با او تا زمان درگذشتش، با زن دیگری ازدواج نکرد. از وی به‌عنوان اولین زن مسلمان یاد می‌شود. در منابع اسلامی از او به‌عنوان یکی از بهترین زنان عالَم یاد شده‌است. آشنایی محمد و خدیجه، با مسائل کاریِ تجارت آغاز شد و محمد به‌عنوان امین، برای خدیجه حداکثر ۵ سفر تجاری انجام داد. حاصل این ازدواج چند فرزند بود که منابع در ترتیب آنان دچار اختلافند. مرگ خدیجه سه روز پس از مرگ ابوطالب، برای محمد غمی سنگین بود و به همین جهت آن سال را عامُ الْحُزن نامید. |              |                    |          |                                                |                                                                                     |
| ۲    | سَوْدَه بنت زَمْعه | ۳ ق. ه       | نام                | ۲۳ ه‍.ق    | —                                              | - جهت حفظ سوده از خطر - سامان به امور زندگی پس از درگذشت خدیجه                      |
| ۲    | توضیحات: سوده، اولین همسر محمد بعد از خدیجه است. او از اولین مسلمانانی بود که مجبور به هجرت به حَبَشه شدند. وی پیش از محمد با سَکْران بن عَمْرو ازدواج کرده‌بود. پس از مرگ خدیجه، گروهی از صحابه به محمد پیشنهاد ازدواج مجدد نمودند، تا آنکه خوله بنت حکیم، سوده را جهت همسری پیشنهاد کرد. محمد نیز با پیشنهاد خوله موافقت نمود. |              |                    |          |                                                |                                                                                     |
| ۳    | عایشه بنت ابی‌بکر | ۲–۳ ه‍.ق       | ۶–۱۷               | ۵۷–۵۸ ه‍.ق | —                                              | - پاسخ به درخواست ابوبکر - تقویت ارتباط با قبیلهٔ تیم                                |
| ۳    | توضیحات: به‌نقل از الاستیعاب، وی پیش از ازدواج با محمد، همسر/نامزد جُبَیْر بن مُطعِم بود که توسط ابوبکر از جبیر جدا شده و با محمد ازدواج کرده‌است. در خصوص سن او در هنگام ازدواج، بین منابع اختلافاتی گزارش شده‌است. در این میان برخی منابع سن او را ۶ سال و برخی بیش از ۱۷ سال گزارش کرده‌اند. مرتضی عاملی با توجه به روایتی که محمد کنیه «ام عبدالله» را به او داد، احتمال داشتن فرزندی به‌نام عبدالله از همسر قبلی عایشه برای او را قوی می‌داند. طبری و ذَهَبی، از وی به‌عنوان همسری یاد می‌کنند که محمد را بسیار آزرده، و آیهٔ اول تا چهارم سورهٔ تحریم در خصوص همین موضوع نازل شده‌است. بنابر گزارشی که در منابع اهل سنت مشهور است، خَوْلَه بنت حکیم، عایشه را بعد از سوده برای محمد از ابوبکر خواستگاری کرد. عایشه در عصر ابوبکر، عمر و عثمان، به اِفتاء و نقل حدیث مشغول بود و در جنگ‌ها مشارکت داشت. از همین رو مورد انتقاد اصحابی چون احنف بن قیس و ابواسود دوئِلی قرار گرفت. بر اساس گزارش منابع، در جریان جنگ جمل، عایشه خطاب به حفصه، دیگر همسر محمد، نامه‌نگاری‌هایی کرده‌است. در ماجرای اِفک، آیهٔ ۱۱ سورهٔ نور در بی‌گناهی عایشه در خصوص تهمت‌های زده‌شده به او در ماجرای ترک کاروان پیامبر اسلام، نازل شد. |              |                    |          |                                                |                                                                                     |
| ۴    | امّ سلمه بنت ابی‌امیّه | ۲-۴ ه‍.ق       | نام                | ۵۹–۶۲ ه‍.ق | —                                              | - کمک جهت ادارهٔ زندگی                                                               |
| ۴    | توضیحات: ام سلمه پیش از محمد به‌عقد عبدالله بن عبدالأسد از کشتگان بدر بود و از همسر قبلی خود صاحب سه یا چهار فرزند شد. از وی در ماجرای نزول آیه تطهیر یاد شده‌است و به‌گزارش برخی منابع همچون طبری، آیهٔ تطهیر در منزل وی نازل شده‌است. از او روایاتی گزارش شده‌است از جمله روایت کشته‌شدن حسین بن علی و ماجراهای کاخ نجاشی در پی هجرت مسلمانان به حبشه. برخی گزارش‌ها در منابع تاریخی، از فعالیت‌های سیاسی ام‌سلمه همچون نگارش نامه به معاویه در شماتتش برای لعن علی بن ابی‌طالب، درخواست از عایشه برای ترک جنگ جمل و اطلاع‌رسانی به علی بن ابی‌طالب در خصوص نیت طلحه و زبیر در خصوص جنگ جمل یاد شده‌است. |              |                    |          |                                                |                                                                                     |
| ۵    | حَفصه بنت عمر | ۲-۳ ه‍.ق       | ۲۰–۲۱              | ۴۱–۴۵ ه‍.ق | —                                              | - کمک جهت ادارهٔ زندگی                                                               |
| ۵    | توضیحات: وی پیش از محمد با خُنَیس بن حُذافَه ازدواج کرده‌بود. خنیس کمی بعد از جنگ بدر به‌جهت بیماری درگذشت. طبری و ذهبی، از وی به‌عنوان همسری یاد می‌کنند که محمد را بسیار آزرده، و آیهٔ اول تا چهارم سورهٔ تحریم در خصوص همین موضوع نازل شده‌است. بنابر روایتی از سعید بن جبیر در کتاب طَبَقاتُ الْکُبریٰ، محمد یک مرتبه حفصه را طلاق داده و مجدد به او رجوع کرده‌است. منابع دیگری چون بَلاذُری و طبری، از تصمیم پیامبر اسلام برای طلاق حفصه خبر دادند که توسط جبرئیل، محمد از این تصمیم منصرف شد. از حفصه در موارد متعددی گزارش شده‌است، از جمله دستور قتل کنیز خود و تصحیف قرآن توسط عثمان. وی همچون عایشه، قصد همراهی عایشه در جنگ جمل را داشت که با توصیه برادرش، از این امر منصرف شد. از وی روایاتی به‌نقل از پیامبر گزارش شده‌است. |              |                    |          |                                                |                                                                                     |
| ۶    | زینب بنت خزیمه | ۳ ه‍.ق         | ۳۰                 | ۳ ه‍.ق     | —                                              | - حفظ کرامت انسانی                                                                  |
| ۶    | توضیحات: زینب همسر حارث بن مطلب بود که پس از طلاق، با عُبَیدَة بن حارث، از کشتگان بدر ازدواج کرد. وی نزد محمد کمتر از ۳ ماه زندگی نمود و پس از آن از دنیا رفت. وی به‌عنوان چهارمین همسر محمد پس از خدیجه گزارش شده‌است. منابع در زندگانی و تاریخ وی دچار اختلافند و بنابر گزارشی، محمد پس از عقد با وی، او را به حال خویش گذاشت. |              |                    |          |                                                |                                                                                     |
| ۷    | زینب بنت جحش | ۵ ه‍.ق         | ۳۵–۳۸              | ۲۰ ه‍.ق    | —                                              | - از بین بردن سنت جاهلی                                                             |
| ۷    | توضیحات: زینب، دخترعمهٔ محمد بود که با توصیهٔ محمد، به‌همسری زید بن حارثه درآمد، اما بعدها از وی جدا شد و به‌عقد محمد رضایت داد. وی از نخستین مهاجران مسلمان به مدینه به‌شمار می‌رود. از وی روایاتی نیز گزارش شده‌است. به‌گزارش دانشنامه جهان اسلام، ازدواج محمد با زینب، با توجه به برخی روایات مغرضانه، دچار حواشی شد که در کتب اسلامی و حتی منابع مسیحی مورد بحث و گفتگو قرار گرفت. به‌عقیدهٔ اکثر مفسران، آیهٔ ۳۶ سورهٔ احزاب در خصوص ازدواج محمد با وی نازل شده‌است. زینب نخستین همسر محمد بود که پس از او از دنیا رفت. |              |                    |          |                                                |                                                                                     |
| ۸    | جُوَیْریّه بنت حارث | ۶ ه‍.ق         | ۲۰                 | ۵۶ ه‍.ق    | —                                              | - مصالح سیاسی                                                                       |
| ۸    | توضیحات: جویریه پیش از محمد همسر مُسافِع بن صَفْوان از کشتگان نبرد مُرَیْسیع است. او را از قبیلهٔ بنی‌مصطلق و از منطقهٔ خُزاعه گزارش کرده‌اند. وی پس از جنگ بنی‌مصطلق، اسیر شد و پس از آزادی از بند اسارت، با پیشنهاد محمد به‌عقد پیامبر اسلام درآمد. از وی نقل روایاتی صورت گرفته‌است. بنابر گزارش طبری، پس از نزول آیهٔ ۵۱ سورهٔ احزاب در خصوص طلاق همسران محمد، پیامبر اسلام از وی کناره گرفت. |              |                    |          |                                                |                                                                                     |
| ۹    | ریحانه بنت زید | ۴–۶ ه‍.ق       | نام                | ۱۰–۱۱ ه‍.ق | —                                              | —                                                                                   |
| ۹    | توضیحات: ریحانه، پیش از محمد، همسر یکی از مردان بنی‌قریظه به‌نام حَکَم بود. پس از اسارتش به‌دست مسلمانان در نبرد بنی‌قریظه، محمد او را بین پذیرش اسلام و ماندن بر دینش مخیر کرد و او اسلام پذیرفت، بنابراین محمد او را آزاد کرد و پس از آن به‌عقد خود درآورد. اما به‌گزارش ابن سعد، وی پس از اسارت و اختیار دادن محمد در انتخاب دین، بر دین خود باقی ماند اما کمی بعد مسلمان شد. ابن عساکر اسلام آوردن او را چند روز پس از اسارتش گزارش می‌کند که با پیشنهاد محمد در خصوص ازدواج با او، مسلمان شد. با این وجود برخی منابع او را کنیز محمد گزارش کرده‌اند. بنابر گزارش‌هایی از بلاذری و ابن‌سعد، محمد او را پس از اعتراضش به حکم حجاب همسران پیامبر طلاق داد. |              |                    |          |                                                |                                                                                     |
| ۱۰   | امّ‌حَبیبه بنت ابی‌سفیان | ۶–۷ ه‍.ق       | ۳۶–۳۷              | ۴۴ ه‍.ق    | —                                              | - حفظ ام‌حبیبه از خطرها - ارتباط خویشاوندی با ابوسفیان - قدردانی از استواری در اسلام |
| ۱۰   | توضیحات: ام‌حبیبه، پیش از محمد با عبیدالله بن جحش، ازدواج کرده‌بود و از وی صاحب فرزندی به‌نام حبیبه شد. منابع اسلامی، ام‌حبیبه و همسرش را از پیشگامان در پذیرش اسلام دانسته‌اند که به حبشه مهاجرت کردند. اما همسرش عبیدالله به مسیحیت متمایل، و ام‌حبیبه از او جدا شد. بنابر گزارش ابن اسحاق، شوهرش در حبشه بین سال‌های ۶ تا ۷ ه‍.ق از دنیا رفت. پس از آن محمد به‌واسطهٔ زنی به‌نام ابرهه، ام‌حبیبه را از نجاشی در حبشه خواستگاری کرد و نجاشی نیز ام‌حبیبه را به‌عقد محمد درآورد. بر اساس گزارش بیهقی، آیهٔ ۶۰ سورهٔ مُمتَحَنه در بیان ازدواج او با محمد نازل شده‌است. از وی در ماجرای کشته‌شدن عثمان و ارسال پیراهن خونی او به نزد برادرش معاویه یاد شده‌است. |              |                    |          |                                                |                                                                                     |
| ۱۱   | صَفیّه بنت حُیَی | ۷ ه‍.ق         | ۱۷                 | ۵۰–۵۲ ه‍.ق | —                                              | - حفظ کرامت انسانی - ایجاد ارتباط با یهود                                           |
| ۱۱   | توضیحات: نسب صفیه به هارون بن عِمران می‌رسد. وی از اسیران جنگ خیبر بود که به‌عقد محمد درآمد. وی پیش از محمد، به‌عقد سلام بن مشکم و کنایة بن ربیع درآمده بود. از او روایاتی نیز گزارش شده‌است. |              |                    |          |                                                |                                                                                     |
| ۱۲   | ماریه بنت شمعون | ۷ ه‍.ق         | نام                | ۱۶ ه‍.ق    | - ابراهیم                                      | —                                                                                   |
| ۱۲   | توضیحات: ماریه در میان همسران محمد، از نسبت و جایگاه بالایی برخوردار بود. محمد پس از صلح حدیبیه، برای سران برخی کشورها از جمله مُقَوْقِس، حاکم مصر، دعوتنامه‌هایی ارسال کرد و آنان را به دین اسلام دعوت نمود. پس از رسیدن نامهٔ محمد به مقوقس، وی نامه‌ای در جواب محمد نوشت و به ضمیمهٔ آن، هدایایی را ارسال کرد. در میان هدایا، دو کنیز به نام‌های ماریه و سیرین وجود داشت. محمد نیز ماریه را برای خویش برگزید و سیرین را به حَسّان بن ثابت بخشید. بعدها از ماریه در ماجرای افتراء در خصوص فرزندش ابراهیم شایعاتی در بلاد اسلامی شایع شد. |              |                    |          |                                                |                                                                                     |
| ۱۳   | میمونه بنت الحرث | ۶–۷ ه‍.ق       | نام                | ۶۱–۶۶ ه‍.ق | —                                              | - پذیرش درخواست میمونه                                                              |
| ۱۳   | توضیحات: میمونه اولین زن مسلمان بعد از خدیجه است که به محمد ایمان آورد. او پیش از محمد به‌عقد مسعود بن عمرو درآمده بود و پس از مفارقت از او، به‌عقد ابورهم بن عبدالعزیز درآمد. بنابر گزارش ابن‌شهر آشوب و صاحب کتاب رَوضَةُ الطّالبین، محمد با میمونه در حالت احرام ازدواج نموده‌است که در نوع خود، یک استثناء فقهی محسوب می‌شود. بنابر گزارش عبید، او آخرین همسر محمد بود که با او عقد ازدواج بست. محمد در خانهٔ میمونه دچار دردی شد که بر اثر آن درگذشت. او همچنین آخرین همسری بود که پس از محمد از دنیا رفت. |              |                    |          |                                                |                                                                                     |

## توضیحات بیشتر
1. ↑  نام کامل: «خدیجة بنت خویلد بن أسد بن عبدُالْعُزّیٰ بن قُصَیّ»، و مادرش «فاطمه بنت زائِدَة بن جُندَب» است. (ایوب، زوجات النبی، ۳۸.)
2. ↑  به‌گزارش اَلْاِستیعاب، سن خدیجه در هنگام ازدواج با محمد، ۴۰ سال، و محمد در این هنگام، ۲۵ ساله بوده‌است. (ایوب، زوجات النبی، ۳۹.) با این وجود در عدد سن خدیجه اختلافاتی نیز گزارش شده‌است. (مرادی، «خدیجه»، دایرةالمعارف بزرگ اسلامی.)
3. ↑  منابع در ولادت طاهر از خدیجه، تردیدهایی را مطرح کرده‌اند. برخی منابع چون الاستیعاب، طاهر را نام دیگر قاسم گزارش کرده‌اند. (ایوب، زوجات النبی، ۳۹.) همچنین برخی منابع همچون اَلصَّحیحُ مِن سیرَةِ النَّبیّ، تنها فاطمه زهرا را دختر محمد و خدیجه دانسته‌اند و باقی دخترانِ منسوب به خدیجه را فرزندخوانده‌های خدیجه و از آنِ خواهرش هاله می‌دانند. (مرتضی عاملی، الصحیح من سیرة النبی الاعظم، ۲:‎ ۱۲۵.)
4. ↑  نام کامل: «َبنت زَمعَة بن قِیس بن عبدشمس بن عَبدِوُدّ بن نَصر بن مالک بن حِسْل بن عامر بن لُؤیّ» مادرش: «اَلشُّموس بنت قیس بن زید بن عمرو بن لَبید بن خِراش بن عامِر بن غنم بن عدی بن النجار» (ایوب، زوجات النبی، ۴۴.)
5. ↑  اسم کامل: «عائِشَة بنت أبی‌بکر بن أبی‌قَحافَة بن عامر بن عمرو بن کَعب بن سعد بن تَیْم بن مُرَّة بن کعب بن لؤی» و مادرش «أم‌رومان بنت عُمَیر بن عامر» است. (ایوب، زوجات النبی، ۴۷.)
6. ↑  اسم کامل: «هند بنت أبی‌أُمَیَّة بن الْمُغَیرَة بن عبدالله بن عمر بن مخزوم»، و مادرش «عاتکة بنت عامر بن رَبیعة من بنی مالک بن کَنانة» است. (ایوب، زوجات النبی، ۵۸.)
7. ↑  نام کامل: «حَفصَة بنت عمر بن خطاب بن نُفَیل بن عبدالْعزّی بن ریاح بن عَدیّ بن کعب بن لؤی» و مادرش «زینب بنت مظعون بن حبیب بن وَهَب» است. (ایوب، زوجات النبی، ۵۴.)
8. ↑  نام کامل: «زینب بنت خُزَیمَة بن الْحارِث بن عبدالله بن عَمرو بن عبد مَناف بن هِلال» است. (ایوب، زوجات النبی، ۵۶.)
9. ↑  اسم کامل: «زینب بنت جَحْش بن ریاب بن یَعمَر بن حَبرَة بن مُرَّة بن أسد بن خُزَیمَة»، و مادرش «أُمَیمَة بنت عبد الْمُطَّلِب بن هاشم بن عبد مِناف بن قُصَیّ» است. (ایوب، زوجات النبی، ۶۵.) نامش پیش از ازدواج با محمد بَرَّه بود و پس از ازدواج با پیامبر اسلام، نامش به زینب تغییر یافت. (مهدوی دامغانی، «زینب بنت جحش»، دانشنامه جهان اسلام.)
10. ↑  اسم کامل: «جویریة بنت حارث بن أبی‌ضرار بن مالک بن خزیمة». (ایوب، زوجات النبی، ۸۰.)
11. ↑  اسم کامل: «رَیحانَة بنت زید بن عَمرو بن خُنافَة بن سَمعون بن زید» (ایوب، زوجات النبی، ۱۱۶.)
12. ↑  اسم کامل: «رَملَة بنت أبی‌سفیان بن حَرب بن أُمَیَّة بن عبد شَمس» و مادرش «صَفیّة بنت أبی‌الْعاص بن أمیة بن عبدشمس» است. (ایوب، زوجات النبی، ۷۲.)
13. ↑  اسم کامل: «صفیة بنت حیی بن أخطب بن سعیة بن عامر بن عبید بن کعب بن خزرج بن أبی‌حبیب بن نضیر بن نحام بن ینحوم» و مادرش «برة بنت سَموأل أخت رُفاعَة بن سموأل» است. (ایوب، زوجات النبی، ۸۷.)
14. ↑  اسم کامل: «مَیمونَة بنت الحارث بن حَزن بن بُجَیر بن الهُزَم بن رُوَیبَة بن عبدالله بن هلال» و مادرش «هند بنت عَوف بن زُهیر بن الحارث بن حماطة بن حمیر» است. (ایوب، زوجات النبی، ۱۰۷.)

## یادداشت
1. ↑  النَّبِیُّ أَوْلَیٰ بِالْمُؤْمِنِینَ مِنْ أَنفُسِهِمْ ۖ وَأَزْوَاجُهُ أُمَّهَاتُهُمْ
2. ↑  به‌عقیدهٔ طباطبایی، با توجه به کافِر بودنِ تمام اقوامِ سوده و از دست دادن همسرش در حبشه، بازگشت او به‌سوی قومش با سختی و دشواری همراه بود. در این بازگشت، یا اقوام سوده او را مجبور به دست کشیدن از اسلام می‌کردند و یا او را به قتل می‌رساندند. به همین جهت محمد با او ازدواج کرد. (طباطبایی، المیزان، ۴:‎ ۳۰۹.)
3. ↑  ام سلمه، همسر برادرِ رضاعیِ محمد بود که پس از مرگ همسرش، با داشتن فرزندان بسیار در ادارهٔ امور درمانده بود تا اینکه محمد، برای کمک به او در ادارهٔ امور زندگی با او ازدواج کرد. (طباطبایی، المیزان، ۴:‎ ۳۱۰.)
4. ↑  حفصه پس از کشته شدن همسرش در جنگ بدر، بیوه باقی ماند تا آنکه محمد با او ازدواج نمود. (طباطبایی، المیزان، ۴:‎ ۳۱۰.)
5. ↑  طباطبایی معتقد است که زینب، به‌جهت عُلُوِّ درجه و شأن، پس از کشته شدن همسرش در جریان جنگ احد، مورد توجه محمد قرار گرفت و برای حفظ جایگاه وی، محمد با او ازدواج کرد. (طباطبایی، المیزان، ۴:‎ ۳۰۹.)
6. ↑  زینب بنت جحش، پیش از محمد به‌همسری زید بن حارثه بود. زید، پسرخواندهٔ محمد بود و بر طبق سند جاهلیت، پسرخوانده همچون پسر بود و ازدواج با همسر سابقِ او، برای پدرخوانده ممنوع. در تفسیر المیزان، ازدواج محمد با زینب برای از بین بردن این سند جاهلی عنوان شده‌است. (طباطبایی، المیزان، ۴:‎ ۳۰۹.)
7. ↑  پس از غزوهٔ بنی‌مصطلق، جمع بسیاری از زنان قبیله به‌اسارت مسلمانان درآمدند. با ازدواج محمد با جویریه — که یکی از اسیران بود — مسلمانان به‌احترام جویریه و ارتباط زناشویی او با محمد، تمام اسیران بنی‌مصطلق را — که از اقوام جویریه بودند — آزاد کردند. با این رفتار مسلمانان، مردان بنی‌مصطلق نیز همگی مسلمان شدند. (طباطبایی، المیزان، ۴:‎ ۳۱۰.)
8. ↑  ام‌حبیبه به‌عنوان دختر ابوسفیان، پس از نصرانی شدنِ شوهر مسلمانش در حبشه، خود به دین اسلام باقی ماند. محمد برای حمایت از او در مقابل پدرش و نیز ایجاد ارتباط نزدیک با ابوسفیان و قدردانی از استواری ام‌حبیبه در دین اسلام با وجود روگردانی شوهرش از این دین، با او ازدواج کرد. طباطبایی
9. ↑  به‌گزارش طباطبایی، صفیه، دختر حیی بن اخطب از بزرگان یهود بود که پدر و همسرش در جنگ یهودیان با مسلمانان کشته شدند. وی که به‌عنوان اسیر در خیبر به‌دست سپاهیان مسلمان افتاد، برای حفظ کرامت و جایگاه خانوادگی‌اش توسط محمد آزاد شد. محمد با او برای ایجاد ارتباط خویشاوندی با یهود ازدواج کرد. (طباطبایی، المیزان، ۴:‎ ۳۱۰.)
10. ↑  میمونه، پس از مرگ شوهرش، خود را به‌عنوان کنیز به محمد هدیه کرد؛ اما محمد در تقابل با مهربانی و علاقهٔ او، میمونه را به‌عنوان همسر برگزید. (طباطبایی، المیزان، ۴:‎ ۳۱۰.)